# Cementerio de los Inválidos
El cementerio de los Inválidos (en alemán: Invalidenfriedhof) es uno de los cementerios más antiguos de Berlín. Fue el lugar de descanso tradicional del ejército de Prusia y se considera particularmente importante como un monumento a las guerras de liberación alemanas de 1813-1815.

## Historia

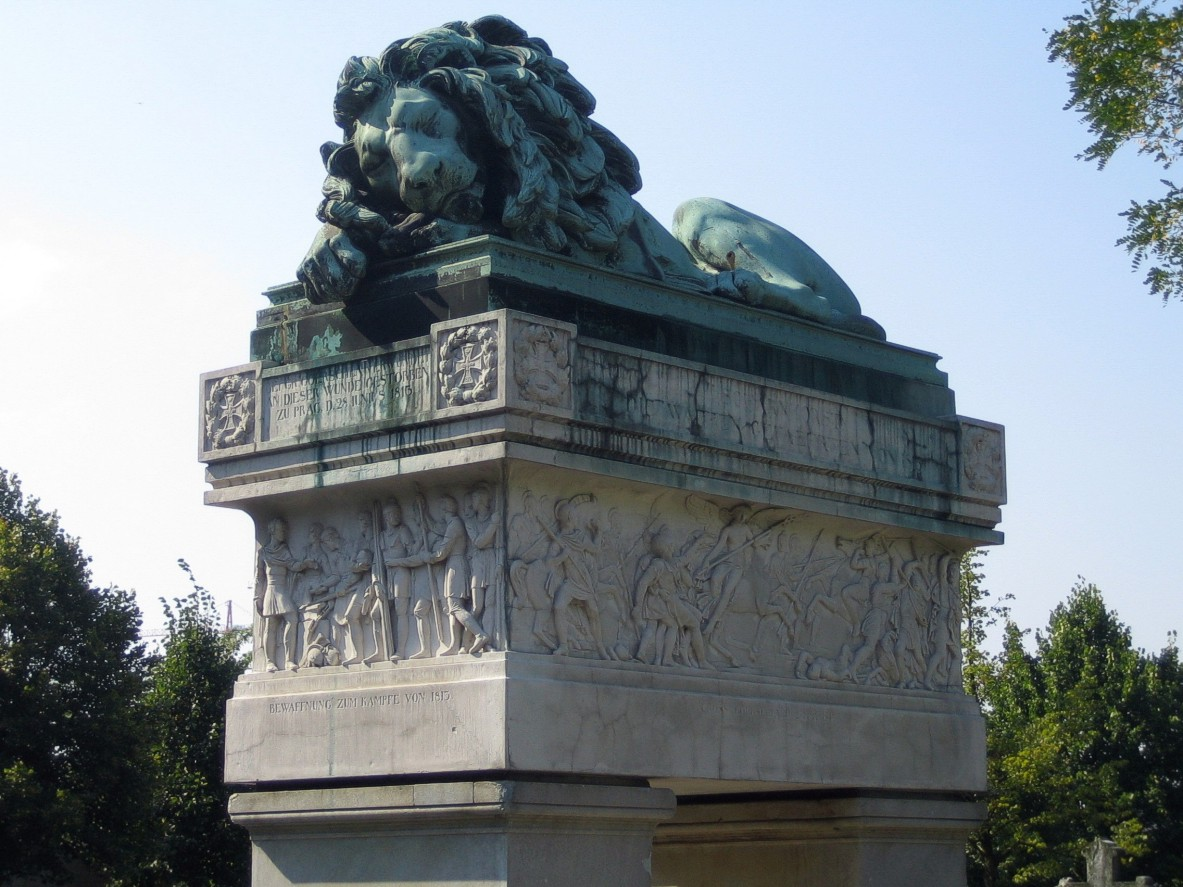
Tumba del general von Scharnhorst

El cementerio se estableció en 1748 para proporcionar cementerios a los veteranos heridos en la Guerra de Sucesión de Austria, que habitaban un albergue cercano (Invalidenhaus) construido por orden del rey Federico II el Grande. Un decreto real de 1824 declaró que el Invalidenfriedhof debería convertirse en el cementerio de todo el personal militar prusiano distinguido, incluido del conde de Bogislav Tauentzien von Wittenberg. Una de las tumbas más notables de este período es la de Gerhard von Scharnhorst (un héroe de las guerras napoleónicas), diseñada por Karl Friedrich Schinkel. El cementerio fue también el lugar de descanso de los soldados muertos durante las revoluciones de 1848 en los estados alemanes. En 1872, se habían realizado aproximadamente 18.000 funerales en el cementerio.
Numerosos comandantes y oficiales que lucharon en la Primera Guerra Mundial, como Max Hoffmann, Helmuth von Moltke y Ludwig von Falkenhausen, fueron enterrados en el cementerio, junto con varios miembros de alto rango de los Freikorps. El cuerpo de Manfred von Richthofen (conocido como el 'Barón Rojo') fue trasladado al cementerio en 1925 desde su tumba original en Francia. Durante la República de Weimar, el personal militar de alto rango como Hans von Seeckt, continuó siendo enterrado en el cementerio, pero aproximadamente la mitad de las tumbas fueron ajardinadas en este período.
Durante el régimen nazi, varias figuras importantes fueron enterradas en el cementerio, incluido el excomandante del ejército Werner von Fritsch, el as del aire Werner Mölders, el comandante de la Luftwaffe Ernst Udet, el ministro de municiones Fritz Todt, el protector del Reich de Bohemia y Moravia Reinhard Heydrich, el mariscal de campo Walter von Reichenau y el general Rudolf Schmundt, que murió en el complot del 20 de julio por la bomba destinada a Adolf Hitler. Después de la Segunda Guerra Mundial, los Aliados ordenaron que todos los monumentos nazis (incluidos los de los cementerios) fueran retirados, y esto resultó en la eliminación de las lápidas de Heydrich y Todt, aunque sus restos no fueron desenterrados.
En mayo de 1951, el ayuntamiento de Berlín Este cerró el cementerio al público para que pudieran llevarse a cabo reparaciones y restauraciones, y para evitar más daños en las tumbas. Dado que estaba cerca del Muro de Berlín, en la década de 1960 más de un tercio del cementerio fue destruido para dar paso a torres de vigilancia, cuarteles de tropas, carreteras y estacionamientos. Algunas de las tumbas resultaron dañadas por los disparos de los soldados que custodiaban el muro.

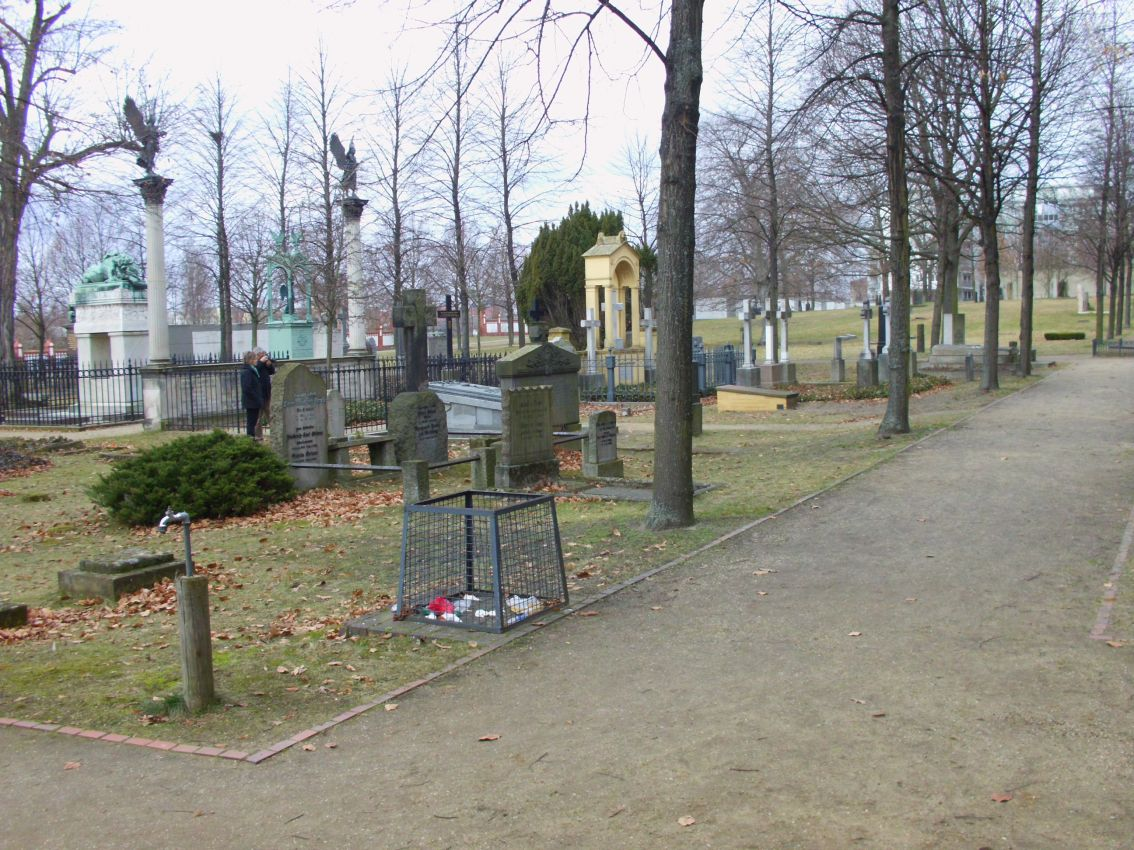
Mirando hacia el oeste a las tumbas de Scharnhorst, Boyen y la familia Rauch

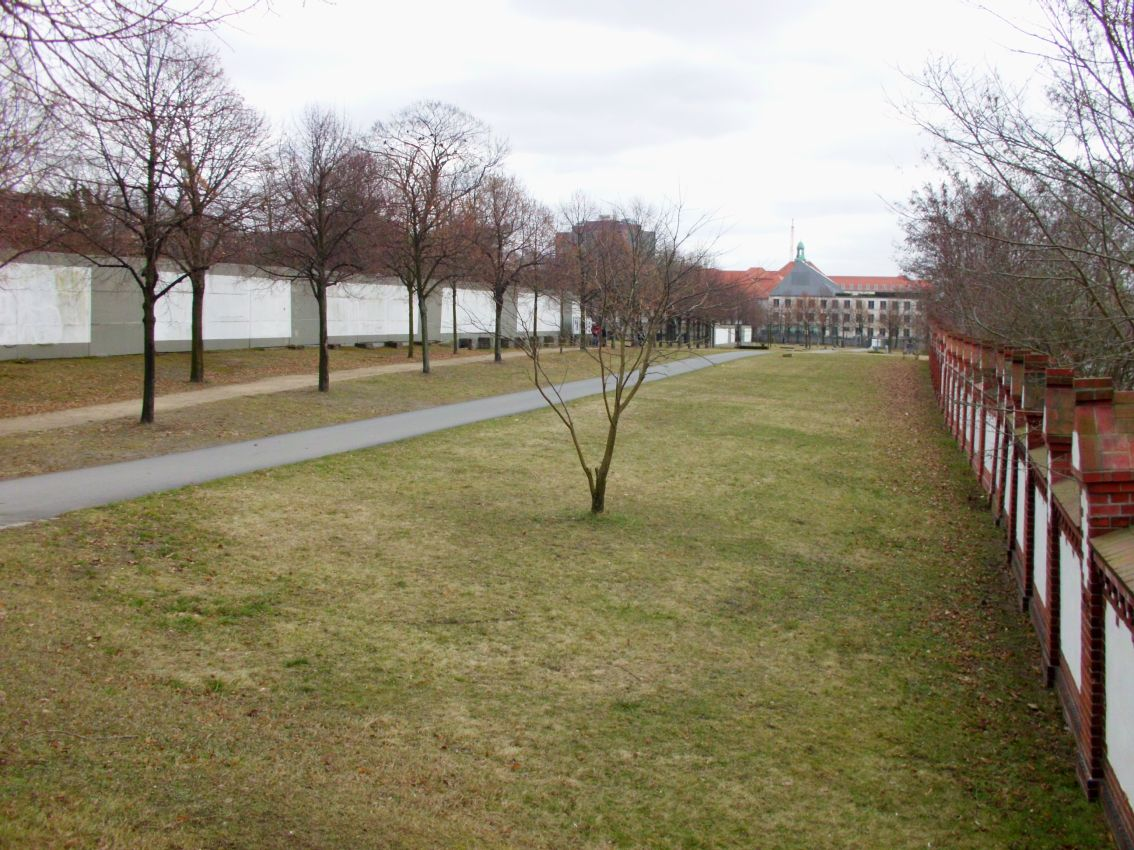
Antigua zona de muerte (Todesstreifen) en el cementerio con el resto del Muro de Berlín (Hinterlandmauer - izquierda), derecha: el muro occidental del cementerio

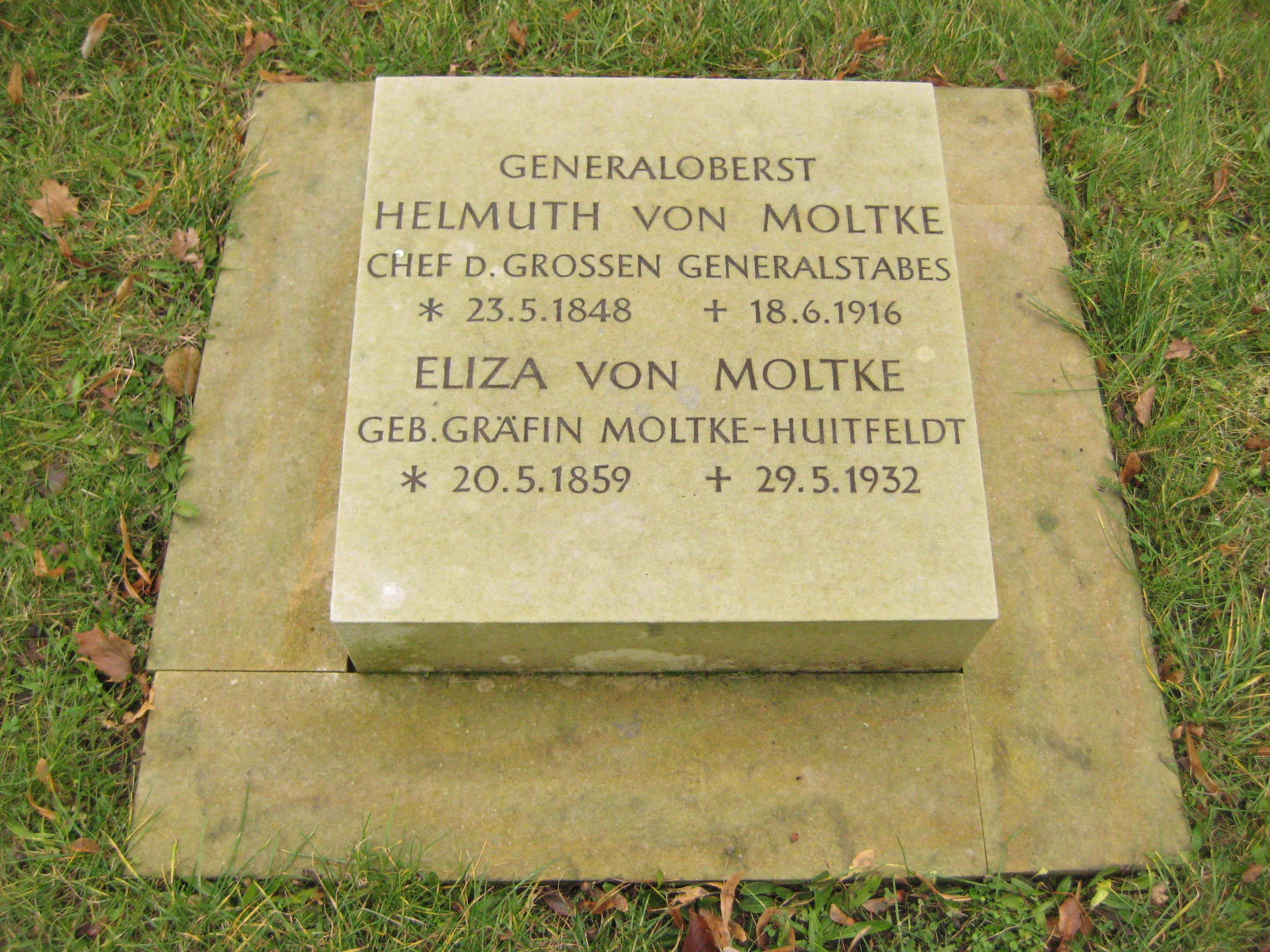
Tumba de restitución de Helmuth von Moltke

Después de la reunificación alemana en 1990, el cementerio quedó bajo el esquema de protección del monumento y comenzaron los trabajos de restauración. Se encuentra un monumento a los berlineses asesinados al intentar cruzar el Muro de Berlín en el cementerio. El cementerio también contiene una fosa común no identificada de berlineses muertos en ataques aéreos aliados.

## Individuos notables
En orden cronológico:
- 1757 - Hans Karl von Winterfeldt
- 1813 - Gerhard Johann David von Scharnhorst
- 1824 - Bogislav Friedrich Emanuel Graf Tauentzien von Wittenberg
- 1837 - Job von Witzleben
- 1841 - Gustav von Rauch
- 1843 - Karl Friedrich Friesen (muerto en 1814)
- 1848 - Karl Friedrich von dem Knesebeck
- 1848 - Hermann von Boyen
- 1850 - Friedrich Wilhelm von Rauch
- 1856 - August Hiller von Gaertringen
- 1878 - Therese Elssler (más tarde Therese von Barnim)
- 1881 - Julius von Groß (genannt Schwarzhoff)
- 1892 - Fedor von Rauch
- 1899 - Friedrich Wilhelm von Rauch
- 1890 - Gustav Waldemar von Rauch
- 1900 - Alfred Bonaventura von Rauch
- 1901 - Albert von Rauch
- 1909 - Friedrich von Holstein
- 1910 - Julius von Verdy du Vernois
- 1913 - Alfred von Schlieffen
- 1914 - Karl von Schönberg
- 1916 - Helmuth Johannes Ludwig von Moltke
- 1917 - Moritz von Bissing
- 1917 - Maximilian von Prittwitz und Gaffron
- 1918 - Hans-Joachim Buddecke
- 1918 - Hermann von Eichhorn
- 1918 - Olivier Freiherr von Beaulieu-Marconnay
- 1919 - Robert von Klüber
- 1920 - Rudolf Berthold
- 1921 - Hans Hartwig von Beseler
- 1921 - Karl von Bülow
- 1923 - Ernst Troeltsch
- 1925 - 1975 - Manfred Albrecht Freiherr von Richthofen (muerto en 1918)
- 1926 - Wolf Wilhelm Friedrich von Baudissin
- 1926 - Josias von Heeringen
- 1927 - Max Hoffmann
- 1928 - Ulrich Neckel
- 1933 - Hans Maikowski
- 1933 - Werner von Frankenberg und Proschlitz
- 1933 - Ludwig von Schröder
- 1935 - Friedrich von Rauch
- 1936 - Ludwig von Falkenhausen
- 1936 - Hans von Seeckt
- 1937 - Adolf Karl von Oven
- 1938 - Rochus Schmidt
- 1939 -  Oskar von Watter
- 1939 - Werner von Fritsch
- 1940 - Wolff von Stutterheim
- 1941 - Lothar von Arnauld de la Perière
- 1941 - Friedrich-Carl Cranz
- 1941 - Ernst Udet
- 1941 - Werner Mölders
- 1942 - Walter von Reichenau
- 1942 - Herbert Geitner
- 1942 - Fritz Todt
- 1942 - Hermann von der Lieth-Thomsen
- 1942 - Reinhard Heydrich
- 1942 - Carl August von Gablenz
- 1943 - Curt Haase
- 1944 - Hans-Valentin Hube
- 1944 - Rudolf Schmundt
- 1945 - Walter Marienfeld